# Banschaft Drina

Banschaft Drina

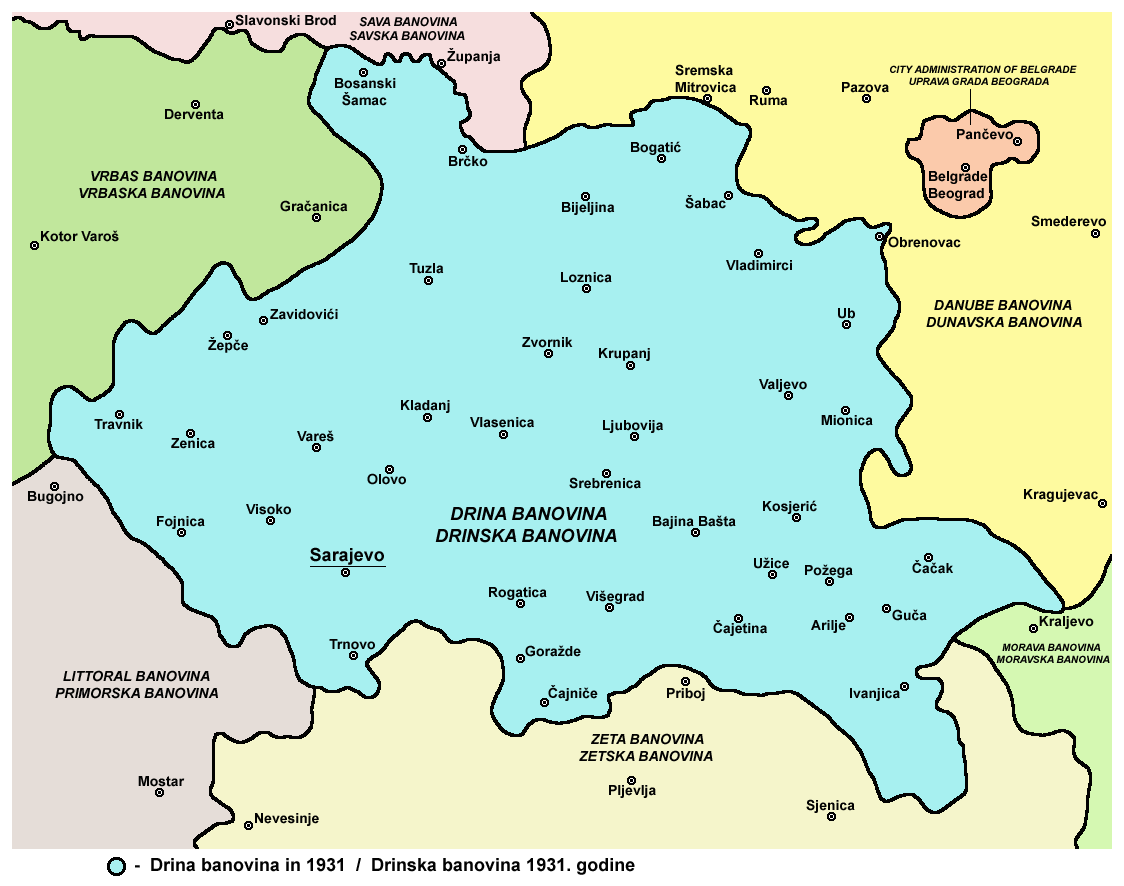
Banschaft Drina (1931)

Die Banschaft Drina (serbokroatisch Дринска бановина Drinska banovina) war eine der neun Banschaften des Königreichs Jugoslawien, welche am 3. Oktober 1929 gebildet wurden. Die Hauptstadt war Sarajevo. Die Banschaft umfasste etwa den östlichen Teil Bosniens und das westliche Zentralserbien. Ihren Namen bekam die Banschaft nach dem Fluss Drina.

## Bevölkerung
Die Grenzen der Banschaft wurden so gezogen, dass die orthodoxen Jugoslawen (im Kgr. Jugoslawien wurden Volkszählungen nicht nach Nationalitäten geführt, sondern nach der Sprache; so wurden Serben, Kroaten und Bosniaken in die serbokroatische Sprache zusammengefasst) die Mehrheitsbevölkerung bildeten. Somit konnte die Banschaft Drina zu den „serbischen Ländern“ gezählt werden. Mit der Gründung der kroatischen Banschaft 1939 war geplant, Jugoslawien in drei föderative Einheiten zu gliedern, bestehend aus der slowenischen, kroatischen und serbischen Banschaft. Die serbische Banschaft hätte demnach auch die Banschaft Drina umfassen sollen.

## Geschichte
Die Banschaft Drina entstand 1929 mit der Reorganisation des jugoslawischen Staates vom Königreich der Serben, Kroaten und Slowenen in das Königreich Jugoslawien unter Alexander I. Mit der Gründung der kroatischen Banschaft 1939 fielen kleinere Gebiete mit Brčko im Norden an die neue Banschaft. Nach dem Angriff des Hitler-Regimes auf das Königreich Jugoslawien und der Kapitulation Jugoslawiens 1941 wurde die Banschaft Drina aufgelöst. Der westliche, d. h. bosnische Teil wurde dem Ustascha-Staat zugeschlagen, der östliche, zentralserbische kam an das Protektorat Serbien. Nach dem Krieg wurde im kommunistischen Jugoslawien Bosnien-Herzegowina in den Grenzen vor 1918 und als föderale Teilrepublik gebildet, der östliche Teil der Banschaft Drina verblieb bei Serbien; die Banschaft selbst wurde nicht erneuert.